# Patrick Abercromby
Patrick Abercromby (Forfar, Angus, 1656 — c. 1716) foi um médico e antiquário escocês, conhecido por ter sido o médico particular do rei Jaime VII (II da Inglaterra) e por sua ferrenha oposição ao Ato de União entre Escócia e Inglaterra.

## Biografia
Abercromby foi o terceiro filho de Alexander Abercromby de Fetterneir, em Aberdeenshire, e irmão de Francis Abercromby, que foi nomeado Lorde de Glasford pelo rei Jaime II. Nasceu em Forfar, Angus, em 1656, aparentemente em uma família católica.
Pretendendo ser médico, entrou na Universidade de St Andrews, onde se graduou em Medicina, em 1685, mas, aparentemente, passou a maior parte de seus anos de juventude no exterior. Afirma-se que estudou na Universidade de Paris, França. O Discourse of Wit (1685), algumas vezes atribuído a ele, pertence na verdade ao Dr. David Abercromby.

## Retorno à Escócia
Em seu retorno à Escócia, trabalhou como médico em Edimburgo, onde, além dos seus deveres profissionais, dedicou-se com zelo característico ao estudo de antiguidades. Foi nomeado médico de Jaime II, em 1685, mas a Guerra civil privou-o do cargo. Vivendo durante as agitações para a união de Inglaterra e Escócia, participou como um jacobita na guerra de panfletos inaugurada e sustentada por homens proeminentes em ambos os lados da fronteira, e manteve disputa com nada menos do que um adversário temível, Daniel Defoe em seu Advantages of the Act of Security compared with those of the intended Union (Edimburgo, 1707), e A Vindication of the Same against Mr De Foe.

## Trabalho continuado
Um trabalho literário menor de Abercromby foi uma tradução da Histoire de la guerre d'Ecosse (1556), de Jean de Beaugue, que surgiu em 1707. Mas o trabalho com que seu nome está associado de forma permanente é o seu Martial Achievements of the Scots Nation, escrito em dois grandes fólios, vol. i. 1711, vol. ii. 1716. Na página-título e prefácio do vol. i., ele nega a ambição de ser um historiador, mas no vol. ii., na página-título e prefácio, já não é um simples biógrafo, mas um historiador. Mesmo que, lido à luz da pesquisa posterior, grande parte do primeiro volume deve necessariamente ser relegado à região do mítico, no entanto, o historiador foi um leitor laborioso e realizado e um investigador de todas as fontes disponíveis, tanto manuscritas quanto impressas; dentre o rol de nomes daqueles que o ajudaram, inclui todos os homens importantes da Escócia daquele tempo, desde Sir Thomas Craig e Sir George Mackenzie até Alexander Nisbet e Thomas Ruddiman.

## Morte
A data da morte de Abercromby é incerta. Foi por diversas vezes atribuída a 1715, 1716, 1720 e 1726, e é geralmente acrescentado que ele deixou uma viúva em grande pobreza. As Memórias dos Abercrombys, comumente atribuída a ele, parecem não ter sido publicadas.

## Obras
- Tradução; «Beaugué, Jean de, History of the Campaigns of 1548 and 1549, (1707)» (em inglês)